# Limnophila politostriata
Limnophila politostriata är en tvåvingeart som beskrevs av Alexander 1934. Limnophila politostriata ingår i släktet Limnophila och familjen småharkrankar. Inga underarter finns listade i Catalogue of Life.